# Atrabile (maison d'édition)
Pour les articles homonymes, voir atrabile (homonymie).
Les éditions Atrabile sont une maison d'édition suisse de bande dessinée fondée en 1997. Son siège est à Genève. Les éditions ont publié des œuvres de Frederik Peeters, Jason, Alex Baladi, Pierre Wazem, Peggy Adam, Isabelle Pralong ou encore Ibn Al Rabin. Elle édite également la revue Bile Noire qui s'arrête au numéro 18, en février 2011.

## Historique
Fondée en 1997 par Maxime Pégatoquet, Daniel Pellegrino et Benoît Chevallier, après la disparition de la revue Sauve qui peut, le premier numéro de leur revue Bile Noire avec les artistes : Frederik Peeters, Tom Tirabosco et Ibn Al Rabin. La revue devient une maison d'édition, publient deux albums de Peeters et Tirabosco, entre 1997 et 1999, puis en 2000 Jason, leur premier auteur étranger, puis Baladi et Pierre Wazem en 2001, à l'image des petites maisons d'éditions des années 1990 : « deux ou trois membres très actifs, une revue à périodicité aléatoire et la plupart des livres au format roman en noir et blanc ». Pour son neuvième album, en octobre 2001, Pilules bleues, de Frederik Peeters, obtient un succès critique et pour de la "indépendante". Bile Noire publie moins de numéros, de 2001 à 2008 que de 1998 à 2000, mais plus luxueux, puis une trentaine d'albums, de 2002 à 2008. 
Au-delà de leurs quatre auteurs principaux, Atrabile soutient Michaël Sterckeman, dès 2003, Loo Hui Phang et Cédric Manche à partir de 2004, Manuele Fior et Peggy Adam, en 2005, Nicolas Presl, en 2006, et Graham Annable, en 2007, à partir du second grand succès de Frederik Peeters, Lupus, de 2003 à 2006, constamment réédités. L'italien Manuele Fior obtient, en 2011, le prix du meilleur album au festival d'Angoulême pour Cinq mille kilomètres par seconde qui met en avant la maison d'édition et récompense la pertinence des choix éditoriaux. En 2007, à l'occasion de son dixième anniversaire, Atrabile organise dans le cadre du Festival international de bande dessinée de Lausanne (BD-FIL) une exposition pour laquelle de nombreux auteurs maison réalisent des fresques à l'aide de centaines de Post-it[réf. souhaitée].